# Martignano
Martignano község (comune) Olaszország Puglia régiójában, Lecce megyében.

## Fekvése
A Salentói-félszigeten fekszik Lecce városától délkeletre.

## Története
A település neve valószínűleg a latin -anum da Martinius-ból származik, ami arra utal, hogy valaha a szomszédos Martano fennhatósága alá tartozott. A település első írásos említése a 13. századból származik, amikor I. Károly szicíliai király fiának birtoka volt. A mai települést valószínűleg bizánci származású Szent Bazil-rendi szerzetesek alapították a 9-10. században egy korábbi római település helyén. Az évszázadok során többször is tulajdonost váltott. A leghíresebb hűbérurai a Palmieri-családból származtak, amelynek legjelesebb képviselője Giuseppe Palmieri humanista festő volt. Önálló községgé 1806-ban vált, amikor a Nápolyi Királyságban felszámolták a feudalizmust. A településen jelentős számú grikó nyelvet beszélő közösség él, akik valószínűleg a szerzetesekkel együtt a 9-10. században érkeztek e vidékre.

## Népessége
A népesség számának alakulása:

## Főbb látnivalói
- Santa Maria dei Martiri-templom (16. század)
- San Giovanni Battista-kápolna (17. század)
- San Francesco d’Assisi-templom (17. század)
- Madonna delle Grazie-kápolna (17. század)
- Palazzo Palmieri - a település egykori hűbérurainak palotája